# Arrondissement Vitry-le-François
Vitry-le-François is een arrondissement van het Franse departement Marne in de regio Grand Est. De onderprefectuur is Vitry-le-François.

## Kantons
Het arrondissement was tot 2014 samengesteld uit de volgende kantons:
- Kanton Heiltz-le-Maurupt
- Kanton Saint-Remy-en-Bouzemont-Saint-Genest-et-Isson
- Kanton Sompuis
- Kanton Thiéblemont-Farémont
- Kanton Vitry-le-François-Est
- Kanton Vitry-le-François-Ouest

Na de herindeling van de kantons bij decreet van 21 februari 2014, met uitwerking in maart 2015 is de samenstelling als volgt :
- Kanton Châlons-en-Champagne-3 (deel 3/42)
- Kanton Sermaize-les-Bains
- Kanton Vitry-le-François-Champagne et Der